# Cuchilla del Guaycurú
Die Cuchilla del Guaycurú ist eine Hügelkette in Uruguay.
Sie befindet sich auf dem Gebiet des Departamentos San José. Sie ist ein Ausläufer der Cuchilla Grande Inferior. Die Cuchilla del Guaycurú zweigt von dieser in der Quellregion des Arroyo del Guaycurú und des Arroyo del Rosario ab. Von dort verläuft sie zunächst in südliche Richtung knickt dann aber bei der Sierra del Mahoma nach Osten ab. Ab dieser Richtungsänderung ist sie als Cuchilla de San José bezeichnet. Sie erstreckt sich bis zur Mündung des Río San José in den Río Santa Lucía.